# Robert Fredrik Fristedt
Robert Fredrik Fristedt, född 19 juni 1832 i Stockholm, död 16 februari 1893 i Uppsala, läkare, professor.
Fristedt blev student vid Uppsala universitet 1851, filosofie doktor 1857, medicine licentiat 1861, amanuens vid universitetets farmakologiska museum samma år, medicine doktor 1862, adjunkt i medicinsk naturalhistoria och kemi vid Uppsala universitet samma år samt e.o. professor i farmakologi och medicinsk naturalhistoria 1877. Åren 1869-77 var han medicinska fakultetens notarie. Fristedt företog botaniska forskningsresor i Norrland, Tyskland, Italien och England.
Fristedt författade Lärobok i organisk pharmakologi (1873; med en farmakognostisk karta) samt en stor mängd uppsatser och meddelanden i periodiska skrifter, främst i "Uppsala läkareförenings förhandlingar", vilken publikation han redigerade 1865-72 och 1874 -92. Därjämte samlade och utgav han exsickatverket Sveriges pharmaceutiska växter (740 arter; 1863-72) samt offentliggjorde 1877 Johan Francks föreläsningar i botanologi.